# Lieder auf Banz
Die Lieder auf Banz sind ein zweitägiges Liedermacherfestival in Bad Staffelstein, das jährlich an zwei Tagen vor der Kulisse von Kloster Banz stattfindet. Das Festival findet in ähnlicher Form als Nachfolgeveranstaltung der Songs an einem Sommerabend statt und wird vom BR Fernsehen aufgezeichnet und in einer Zusammenfassung ausgestrahlt.
Wie bei den Songs an einem Sommerabend vergibt die Hanns-Seidel-Stiftung im Rahmen der Veranstaltung einen Förderpreises für junge Liedermacher. Die Preisträger treten im Rahmen der Lieder auf Banz auf.

## Geschichte
Zum ersten Mal wurde das Festival am 7. und 8. Juli 2017 veranstaltet. Teilnehmende Künstler waren: Konstantin Wecker, Willy Astor, Werner Schmidbauer, Purple Schulz, Helen Schneider, Sebastian Krumbiegel, Gert Steinbäcker, Stefan Jürgens, Fee Badenius und andere. Moderiert wurde das Festival von der A-cappella-Band Viva Voce.
Am 6. und 7. Juli 2018 fand die Veranstaltung erneut statt. Wieder waren Viva Voce die Moderatoren. Weitere Teilnehmer waren Rainhard Fendrich, Konstantin Wecker, Andreas Kümmert, Bodo Wartke, Pippo Pollina, Michael Fitz, Anna Depenbusch, Ami Warning, Miss Allie und Herbstbrüder.

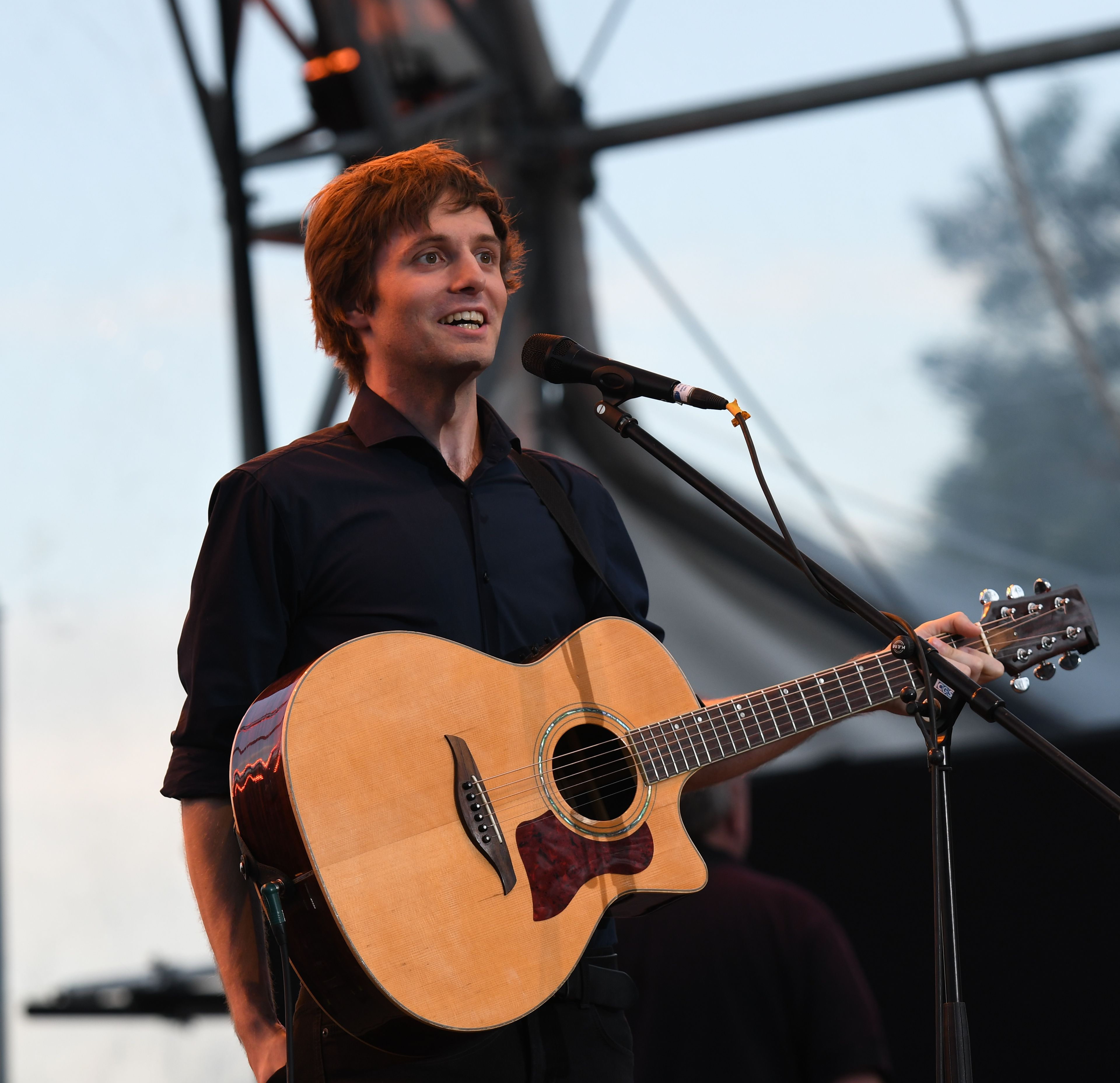
Lennart Schilgen, einer der Preisträger des Förderpreises, bei seinem Auftritt 2019

Auch am 6. und 7. Juli 2019 übernahmen Viva Voce die Moderation. Weitere Teilnehmer waren unter anderem Hannes Ringlstetter, Christin Henkel, Hans Well & die Wellbappn, Lennart Schilgen, Roger Stein, Belle Fin, Wolfgang Ambros mit Günter Dzikowski und Roland Vogel, Julia Neigel & Dieter „Maschine“ Birr, Wolfgang Niedecken, Pippo Pollina, Martin Kälberer und Werner Schmidbauer.
Im Jahr 2020 war das Festival für den 3. und 4. Juli 2020 geplant, als Moderator war Bodo Wartke vorgesehen. Als Musiker sollten Chris de Burgh, Annett Louisan, Haindling, Sarah Straub, Kellerkommando und Die Feisten spielen. Das Line-Up wurde noch um die Gewinner des diesjährigen Förderpreises für junge Liedermacher der Hanns-Seidel-Stiftung ergänzt. Aufgrund von COVID-19 wurde das Festival jedoch abgesagt und mit fast identischer Besetzung auf den Sommer 2021 verschoben, aus demselben Grund dann von 2021 auf 2022, wo es am 1. und 2. Juli wieder stattfand.
2023 fand die Veranstaltung am 7. und 8. Juli 2023 statt. Teilnehmer waren unter anderem die Band Karat, Hannes Ringlstetter und Heinz Rudolf Kunze. Bodo Wartke moderierte und sang mit seiner SchönenGutenA-Band (Bosem: Bass, Franky Fuzz: Gitarre und Robert Memmler: Schlagzeug) eine vertonte Version des Grundgesetzes.
Das Festival im Jahr 2024 am 5. und 6. Juli wurde von Werner Schmidbauer moderiert. Teilnehmer waren unter anderem das Claudia-Koreck-Duo, Dreiviertelblut sowie Pizzera & Jaus.